# Vercheny
Vercheny település Franciaországban, Drôme megyében. Lakosainak száma 450 fő (2022. január 1.). Vercheny Aurel, Barsac, Espenel, Pontaix és Saillans községekkel határos.

## Népesség
A település népessége az elmúlt években az alábbi módon változott:
| Lakosok száma | 268  | 421  | 427  | 411  | 444  | 448  | 461  | 464  | 461  | 450  |
|               | 1968 | 1982 | 1990 | 2006 | 2013 | 2015 | 2017 | 2019 | 2020 | 2022 |